# General Dynamics F-111K
El General Dynamics F-111K fue una planeada variante del avión interdictor y de ataque táctico de alcance medio General Dynamics F-111 Aardvark, de General Dynamics, que cubría un requerimiento de la Real Fuerza Aérea para un avión de ese tipo.
El proyecto fue iniciado en 1965, tras la cancelación del avión de ataque BAC TSR-2. El avión estaba planeado como un híbrido de varias variantes del F-111 como forma de producir un avión que cubriera las necesidades específicas del Reino Unido. Una orden de 50 aviones de la RAF, realizada en 1967, fue cancelada un año más tarde.

## Desarrollo

### Antecedentes

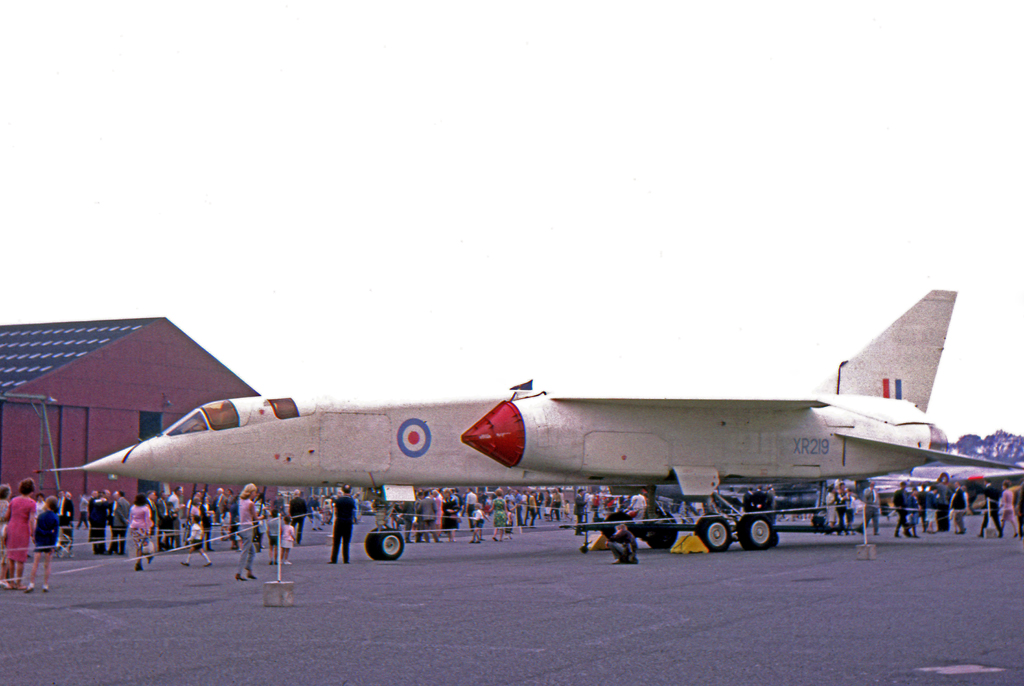
El BAC TSR-2 estaba destinado a formar la espina dorsal de la fuerza de ataque de la RAF.

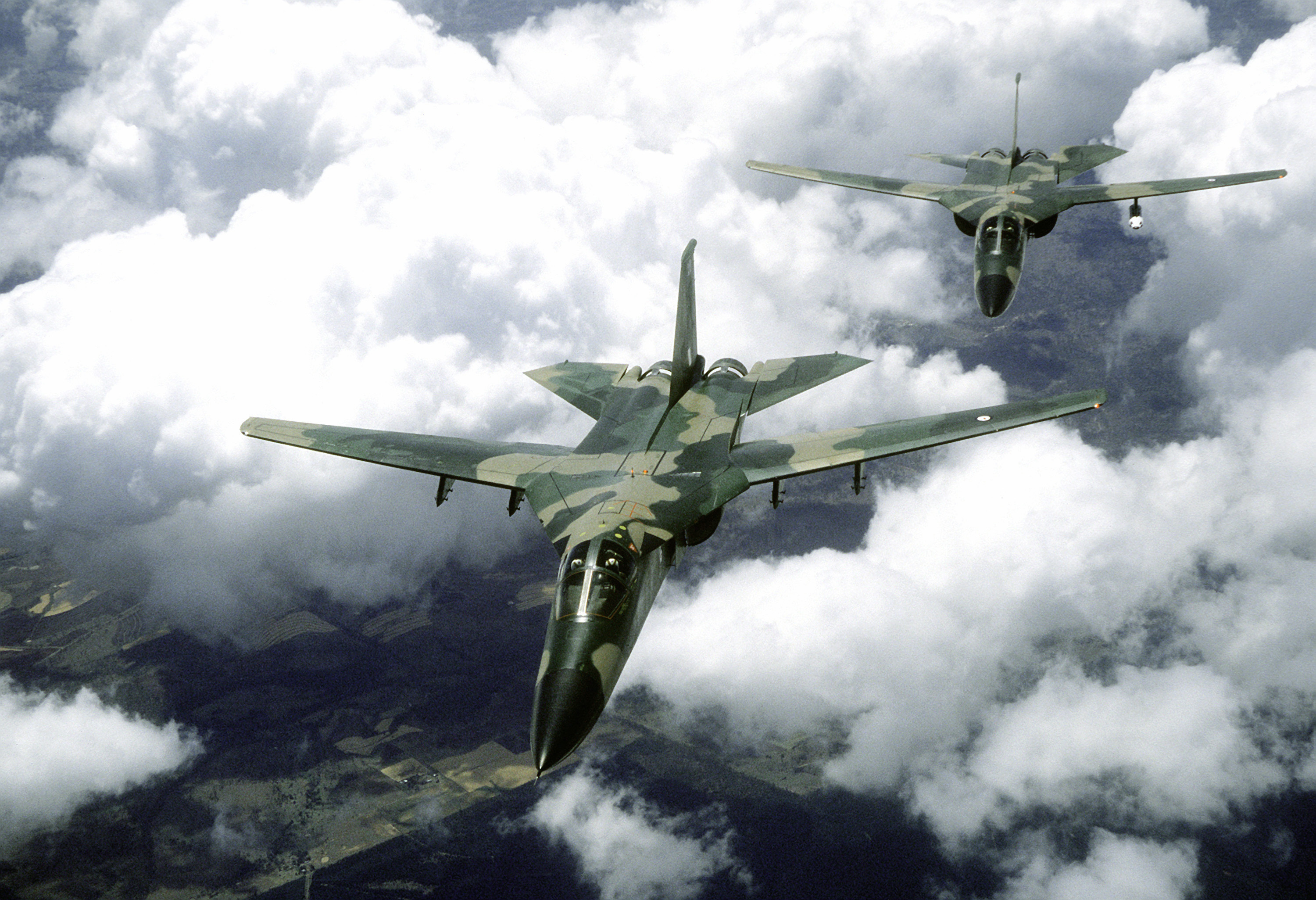
LA RAAF seleccionó el F-111 como su opción preferida, una decisión vista como crucial para la cancelación del TSR-2 y la compra del Reino Unido del F-111 en su lugar.

A principios de los años 60, la British Aircraft Corporation estaba en proceso de desarrollar un nuevo avión de ataque para la Real Fuerza Aérea, que reemplazara al English Electric Canberra. Este avión, designado como TSR-2 (Tactical Strike and Reconnaissance, Ataque Táctico y Reconocimiento), tenía un largo conjunto de requerimientos enumerados por el gobierno, y había provocado que el mismo se convirtiera en una máquina inmensamente compleja; estaba destinado a ser capaz de acometer misiones de ataque tanto convencionales como nucleares, a alta y baja cota, con cualquier meteorología y a velocidades supersónicas. Como consecuencia, los costes del proyecto comenzaron a aumentar, provocando que se convirtiera en el proyecto de aviación más caro en la historia británica, en un momento en el que el gasto en defensa estaba siendo recortado. Esto condujo a que se le solicitase a la RAF que buscara potenciales alternativas al TSR-2, en el caso de que fuera cancelado.
Al mismo tiempo, el gobierno australiano estaba buscando un reemplazo para los Canberra operados por la Real Fuerza Aérea Australiana, y estaba investigando una serie de opciones, incluyendo el TSR-2 y el General Dynamics F-111, entonces en desarrollo para el programa TFX. La versatilidad del F-111 y la incertidumbre sobre el TSR-2 condujeron, en 1963, a la firma de contratos por el General Dynamics F-111C, específico de la RAAF.
Un gobierno laborista entrante expresó su apoyo al TSR-2, aunque se pidió a la RAF que también evaluara el F-111 como una opción más barata. En abril de 1965, el TSR-2 fue cancelado oficialmente y la RAF buscó de nuevo la posibilidad de adquirir hasta 110 F-111.
No hubo un compromiso firme para el F-111 hasta la publicación del Libro Blanco de Defensa de 1966, aunque era la opción preferida del gobierno. Tras la publicación de la revisión de defensa, se anunció que se comprarían hasta 50 F-111 para la RAF; como la versión australiana, estarían muy modificados para adaptarse al conjunto único de requerimientos británicos. La intención inicial era formar cuatro escuadrones operacionales, más una OCU (Unidad de Conversión Operacional), con dos de ellos basados en el Reino Unido y dos formando parte de las fuerzas británicas al este de Suez. La intención era que estos F-111 basados en tierra y de gran radio de acción fueran usados para reemplazar la capacidad de ataque de los portaaviones tipo CVA-01 que fueron cancelados por el Libro Blanco. Aunque no hubo un anuncio público de los escuadrones específicos que recibirían el F-111, un documento de principios de 1966 emitido por el comandante en jefe del Mando de Bombardeo, Air Chief Marshal Sir Wallace Kyle, indicaba que el 12 Squadron (por entonces un escuadrón de Vulcan asignado a la misión nuclear estratégica), junto con los escuadrones inactivos 7 (previamente de Valiant), 15 (Victor) y 40 (Canberra), recibirían el avión tras su entrega.
En abril de 1966, se realizó un pedido en firme por 10 F-111 para la RAF, con opción por otros 40, cubriendo los modelos estándar F-111K y una cantidad de entrenadores de doble control TF-111K, con un precio de compra establecido en alrededor de 2,1 millones de libras por unidad (precios de 1965). Esto tenía la intención de mostrar una reducción significativa en coste comparado con los costes de desarrollo y de producción estimados del TSR-2. Al mismo tiempo, un par de escuadrones de Victor habían sido trasladados de RAF Honington, que fue asignada a convertirse para acomodar a una fuerza de F-111. Sin embargo, al mismo tiempo, el coste real de la producción del F-111 había aumentado; en abril de 1967, cuando se ordenaron los 40 aviones adicionales de la RAF, el coste por unidad del F-111C de la Real Fuerza Aérea Australiana era de 9 millones de dólares estadounidenses. Esto llevó finalmente a que el gobierno británico admitiera que el coste se incrementaría desde la cifra inicial establecida (en 1967, el Secretario de Estado de Defensa, Denis Healey, declaró que el ajuste por inflación se había tenido en cuenta, lo que añadía aproximadamente un 2,5 % al coste de cada avión). Esto no incluía el coste de la instalación de las adaptaciones británicas. El coste total estimado por la época del último avión que debía ser entregado en 1970 era aproximadamente de 2,7 millones de libras. A pesar de esto, el gobierno todavía mantenía que el programa del F-111 (combinado con el propuesto AFVG) resultaría más barato que el TSR-2 en aproximadamente 700 millones de libras.

### Cancelación
Los dos primeros aviones comenzaron a ensamblarse en julio de 1967, y fueron matriculados con los números de serie XV884 y XV885. Estaban destinados a ser aviones de desarrollo, para encargarse de probar la célula, la aviónica y las armas antes de ser remodelados como unidades operativas. Al mismo tiempo, el resto de la planeada flota de 50 unidades fueron designadas con los números de serie XV886-887 (TF-111K) y XV902-947 (F-111K). Las dos primeras células estaban en las fases finales de ensamblaje en la planta de General Dynamics en Fort Worth, Texas, a principios de 1968, cuando el gobierno emitió una nueva política que haría retirar la mayor parte de las fuerzas británicas estacionadas al este de Suez, en 1971. Al mismo tiempo, también decidió cancelar la compra del F-111K. La devaluación de la libra esterlina en 1967 había provocado que el coste por unidad aumentara a aproximadamente 3 millones de libras. Adicionalmente, los tiempos de producción estaban decayendo; mientras que la RAF quería que su primer F-111 fuera entregado en 1968, la aceptación oficial del modelo para ponerlo en servicio no ocurriría hasta 1973, debido a problemas estructurales y de desarrollo (que provocaron que la RAAF tuviera que alquilar 24 F-4 Phantom como medida interina). Todos los componentes que habían sido ensamblados para la producción de la flota principal de F-111K que eran comunes fueron desviados al programa del F-111A, mientras que los dos aviones en construcción fueron redesignados YF-111A con la intención de ser usados como aviones de pruebas en el programa del F-111A. En definitiva, sin embargo, los dos F-111K nunca operaron como aviones de pruebas (en julio de 1968, casi exactamente un año después de que la primera célula comenzara a ser construida, la Fuerza Aérea de los Estados Unidos decidió no adquirirlos, y se ordenó a General Dynamics que los usara para recuperar componentes).

### Reemplazo
La cancelación del F-111K todavía dejaba un requerimiento de un avión de ataque que reemplazara al Canberra, así que el gobierno ordenó 26 aviones Blackburn Buccaneer nuevos para que la RAF los operase junto con los Buccaneer ex Arma Aérea de la Flota que habían sido trasladados a la fuerza aérea después de que fuera retirada la aviación de portaaviones de ala fija de la Marina Real (esto sucedió después de que el Buccaneer hubiera sido rechazado como contendiente del requerimiento original de la RAF que había provocado primero la selección y cancelación del TSR-2, y, posteriormente, la del F-111K). El No. 12 Squadron, una de las unidades propuestas para operar el F-111, alcanzó la operatividad como el primer escuadrón de Buccaneer de la RAF en Honington en 1969. La responsabilidad de la disuasión nuclear del Reino Unido pasó a la Marina Real en 1969, y los Avro Vulcan fueron transferidos de la misión de bombardeo estratégico a la de interdicción aérea de largo alcance, que habría sido asumida por el F-111.
La finalización de la compra del F-111, combinada con la cancelación del proyecto Anglo-Francés de Geometría Variable, provocaron que finalmente Gran Bretaña se uniera al grupo de trabajo multinacional para desarrollar el "Avión de Combate Multi-Tarea (Multi-Role Combat Aircraft)", en 1968; esto condujo a la formación de Panavia y el desarrollo final del Tornado, un avión que asumió las misiones de ataque a baja cota e interdicción de largo alcance planeadas para el F-111.

## Diseño
El F-111K debía basarse en la célula de la versión original del F-111A construida para la Fuerza Aérea de los Estados Unidos, pero debía presentar una serie de cambios y adaptaciones. Estructuralmente, el avión sería similar al F-111A con el tren de aterrizaje reforzado de la versión de cazabombardero. Esto permitía que un mayor peso cargado se diseñara para el avión. El otro cambio de diseño principal respecto al F-111A era su aviónica, solicitando el diseño el paquete Mark II desarrollado para la versión F-111D, que presentaba un nuevo sistema de navegación inercial y de ataque, incorporando el radar de ataque Rockwell International AN/APQ-130, un ordenador de a bordo IBM, el radar doppler de navegación Marconi AN/APN-189, y el radar de seguimiento del terreno Sperry Corporation AN/APQ-128. El plan era casar luego este paquete de aviónica con sistemas de misión de diseño y desarrollo británicos, de los que los elementos principales eran la capacidad de reconocimiento y carga de armas. El F-111K debía presentar una bodega de armas revisada, conteniendo un nuevo soporte de armas central desmontable, que era beneficioso dado el diseño de los soportes subalares (el F-111 tenía cuatro soportes bajo cada ala, pero solo el par interior estaba diseñado para pivotar, lo que significaba que el otro par no podía usarse en el modo de flecha máxima). Todos los soportes de armas presentaban soportes eyectores de diseño británico. El avión tenía provisión para llevar una plataforma dentro de la bodega de armas que presentaría un sistema de reconocimiento de diseño británico, con tres ventanas para cámaras localizadas cerca de la pata delantera del tren de aterrizaje (las versiones estadounidenses carecían de dicha provisión). El avión fue diseñado con una sonda de reabastecimiento en vuelo compatible con el sistema de "sonda y cesta" usado por la RAF, similar al instalado en el F-111B, aunque montado de forma diferente.

## Especificaciones (F-111C)
Referencia datos: Wilson and Pittaway

### Características generales
- Tripulación: Dos (piloto y operador de sistema de armas)
- Longitud: 22,4 m
- Envergadura: 

  - Con alas extendidas: 19,2 m m
  - Con alas en flecha: 9,75 m m
- Altura: 5,22 m
- Superficie alar: 

  - Con alas extendidas: 61,07 m²
  - Con alas en flecha: 48,77 m²
- Planta motriz: 2× turbofán Pratt & Whitney TF30-P-100.

### Rendimiento
- Velocidad máxima operativa (Vno): 2655 km/h (Mach 2,5)

### Aviónica
- Radar de atque Rockwell AN/APQ-130
- Radar de seguimiento del terreno en Banda J Sperry AN/APQ-128
- Radar doppler de navegación Marconi AN/APN-189

### Desarrollos relacionados
- General Dynamics F-111 Aardvark
- General Dynamics–Grumman F-111B
- General Dynamics/Grumman EF-111A Raven
- General Dynamics F-111C

### Aeronaves similares
- BAC TSR-2
- Blackburn Buccaneer
- // Panavia Tornado
- Sukhoi Su-24

### Secuencias de designación
- Secuencia F-_ (Cazas (Fighter) de la USAF (1948-62)): ← XF-108 - XF-109 - F-110 - F-111/B